# Singapur en los Juegos Olímpicos de Pyeongchang 2018
Singapur estuvo representado en los Juegos Olímpicos de Pyeongchang 2018 por una deportista femenina que compitió en patinaje de velocidad en pista corta.
La portadora de la bandera en la ceremonia de apertura fue la patinadora de velocidad en pista corta Cheyenne Goh. El equipo olímpico singapurense no obtuvo ninguna medalla en estos Juegos.